# 林兰英
林兰英（1918年—2003年），福建莆田人，中国物理学家，中国科学院院士。

## 生平
林兰英早年就学于莆田中学，后转入咸益女中学学习，之后考入福建协和大学物理系。在其师李来荣的支持下，留美就学于狄金逊学院数学系，后在宾夕法尼亚大学攻读固体物理，获得硕士及博士学位，成为该校第一位中国女博士。1957年，回国并进入中国科学院物理研究所，着手制造半导体研究 。
1980年3月15日，中国科学技术协会第二次全国代表大会在北京召开，会议选出第二届全国委员会，其被选为副主席。1986年6月，中国科学技术协会第三次全国代表大会在北京召开，选举产生第三届全国委员会。6月28日，第三届全国委员会第一次会议召开，推举其担任副主席。
此外，她还历任中国科学院技术科学部委员，中国电子学会主任委员，中国电子材料委员会主任委员等职位。1995年5月，中国科学技术协会第四次代表大会召开，并选举产生第四届全国委员会。5月27日，第四届全国委员会第一次会议召开，其被选为副主席。